# Burg Shuri
Die Burg Shuri (japanisch 首里城, Shuri-jō, okinawaisch: Sui Gushiku) befindet sich im Stadtteil Shuri der Stadt Naha auf der Insel Okinawa, Präfektur Okinawa. In der Edo-Zeit residierten dort die Shō, Herrscher über das Königreich Ryūkyū, das heutige Okinawa.
Nach weitgehenden Zerstörungen im Zweiten Weltkrieg wurde die Burg bis 1992 aufwendig rekonstruiert. Am 31. Oktober 2019 vernichtete ein Großbrand die wichtigsten Gebäude des UNESCO-Welterbes vollständig.

## Geschichte
Die Burg Shuri liegt am Südrand der gleichnamigen Anhöhe. Der höchste bebaute Teil wird Kyō-no-uchi (京の内) genannt. Es wird überliefert, dass zur Zeit der „Drei Staaten“ (三山, Sanzan) König Satsuto (察度) von Chūzan gegen Ende des 14. Jahrhunderts einen hohen Pavillon mit dem Namen „Takayozauri“ (高ヨザウリ) errichtete.
Nach der Vereinigung der drei Reiche unter Shō Hashi (尚巴志; 1371–1439) wurde eine Mauer um das Kyō-no-uchi gebaut. Dabei wurden die drei Tore Zuisen-mon (瑞泉門), Bifuku-mon (美福門) und Shūjun-mon (淑順門) angelegt. Im Jahr 1428 kam das Tor Chūzan-mon (中山門) dazu, das eine Tafel mit seinem Namen trug.
Ende des 15. Jahrhunderts bis Anfang des 16. Jahrhunderts baute Shō Shin (尚真王; reg. 1477–1526) die Mauer an der Nordseite, erweiterte die Burg und legte die drei Tore Kankai-mon (歓会門), Kyūkei-mon (久慶門) und Uteki-mon (右掖問) an. Außerdem wurde der prächtige Hauptpalast (正殿, Seiden) errichtet.
Zur Zeit der Ming-Gesandtschaften wurden der Nordpalast (北殿, Hokuden), der Tempel Enkaku-ji (円覚寺), der Teich Enkanji (円監池), das Tama'udon (玉陵), das Sunehiyan‘utaki (園比屋武御嶽) und anderes gebaut und genutzt.
Um 1546 erweiterte König Shō Sei (尚清; reg. 1527–1555) die Anlage nach Osten und Süden, die Tore Keisei-mon (継世門), Taiken-mon (待賢門), auch Shuri-mon (首里門) genannt. 1664 wurde am Taiken-mon dauerhaft die Tafel mit der Inschrift „Land des Anstands“ (守禮之邦, Shurei no kuni) angebracht – wodurch es seinen heutigen Namen Shurei-mon erhielt.
Als die nördlichen Inseln 1627 unter die Herrschaft der Shimazu aus Satsuma kamen, empfing König Shō Hō (肖豊; reg. 1621–1640) deren Delegation in dem dafür errichteten Südpalast (南殿, Minamiden). 1660 brannten der Hauptpalast und der Nord- und Südpalast ab. Die Gebäude wurden jedoch wieder errichtet und mit Ziegeln gedeckt. 1709 brannten die Gebäude trotzdem wieder ab und wurden mit Hilfe der Shimazu wieder errichtet. 1846 wurden umfangreiche Ausbesserungen vorgenommen.
Im Jahr 1879 befahl die japanische Regierung dem regierenden König Shō Tai (肖泰; 1848–1879), die Burg aufzugeben.
Am 12. Mai 1945 wurde die Burg mit den Palästen bei den Angriffen der Amerikaner im Verlauf der Schlacht von Okinawa zerstört. 1958 wurde das Shurei-Tor wieder errichtet, 1972 wurde die Anlage zum Nationalen Geschichtserbe (国史跡, Kuni-shiato) erklärt. 1992 war der Hauptpalast wieder hergestellt, andere Gebäude folgten. Im Jahr 2000 erklärte die UNESCO die noch erhaltenen Reste der Burganlage aus der Zeit vor der Rekonstruktion als Bestandteil der „Archäologischen Stätten (Gusuku) des Königreichs der Ryukyu-Inseln“ zum Weltkulturerbe.
Am 31. Oktober 2019 brach im Hauptpalast Seiden ein Brand aus, der auf die anderen Teile der Anlage übergriff. Beim Großbrand wurden insgesamt 6 Gebäude mit 4.200 m² Fläche vollständig zerstört.
Im Zentrum der Wiederaufbauarbeiten steht die Verwendung feuersicherer Materialien und andere Mittel zur Katastrophenvorsorge. Die Fertigstellung der Haupthalle Seiden ist für 2026 geplant. Bis dahin dient die  Rekonstruktionshalle als temporäres Materiallager und als Arbeitsraum. Das Projekt, welches eine möglichst originalgetreue Rekonstruktion des Hauptpalastes zum Ziel hat, wird von Katsuaki Kondo geleitet.

## Die Anlage vor der Brandkatastrophe am 31. Oktober 2019

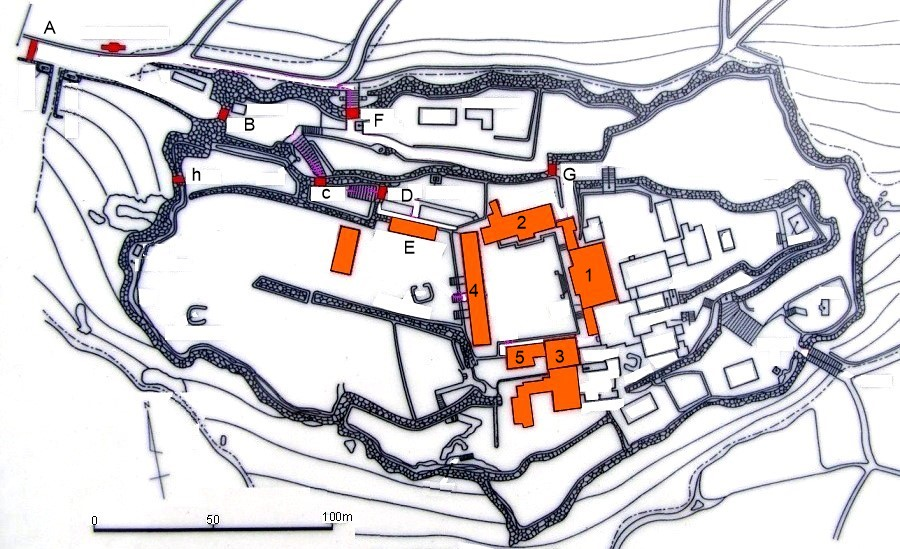
Plan der Burg:
Rot: Wiederhergestellte Tore
Orange: Wiederhergestellte Gebäude

Die Burg war im Inneren durch Mauern in verschiedene Bereiche geteilt und geschützt. Weiter war die gesamte Anlage von einem durchgehenden langen Mauerring umschlossen.
Auf der höchsten Stelle standen vor dem Brand am 31. Oktober 2019 die wichtigsten Gebäude der Palastanlage; sie umschlossen einen großen Hof. An der Ostseite befanden sich die Haupthalle [1] im Norden der Nordpalast [2], im Süden der kleinere Südpalast [3], daneben die Wache (番所, Bansho) [5]. Dieser Hof wurde durch drei Tore in einem langgestreckten Torbau [4], dem „Tor zur Gottesverehrung“ (奉神門, Hōshin-mon) betreten.
Man betrat die Burg unten im Osten durch das Shurei-Tor (守礼門) [A]. Der Weg führte weiter durch die Tore durch die Mauerpartien, nämlich durch das Kankai-Tor [B], das Zuisen-Tor [C], dem Rokoku-Tor (漏刻門) [D] und schließlich [E], dem Kōfuku-Tor (広福門). Weiter gibt es das Kyūkei-Tor [F], das Utetsu-Tor [G] im Norden und das Kibiki-Tor (木曳門) H im Westen.

Die ganze Anlage war seit langem ein öffentlicher Park.

## Bilder

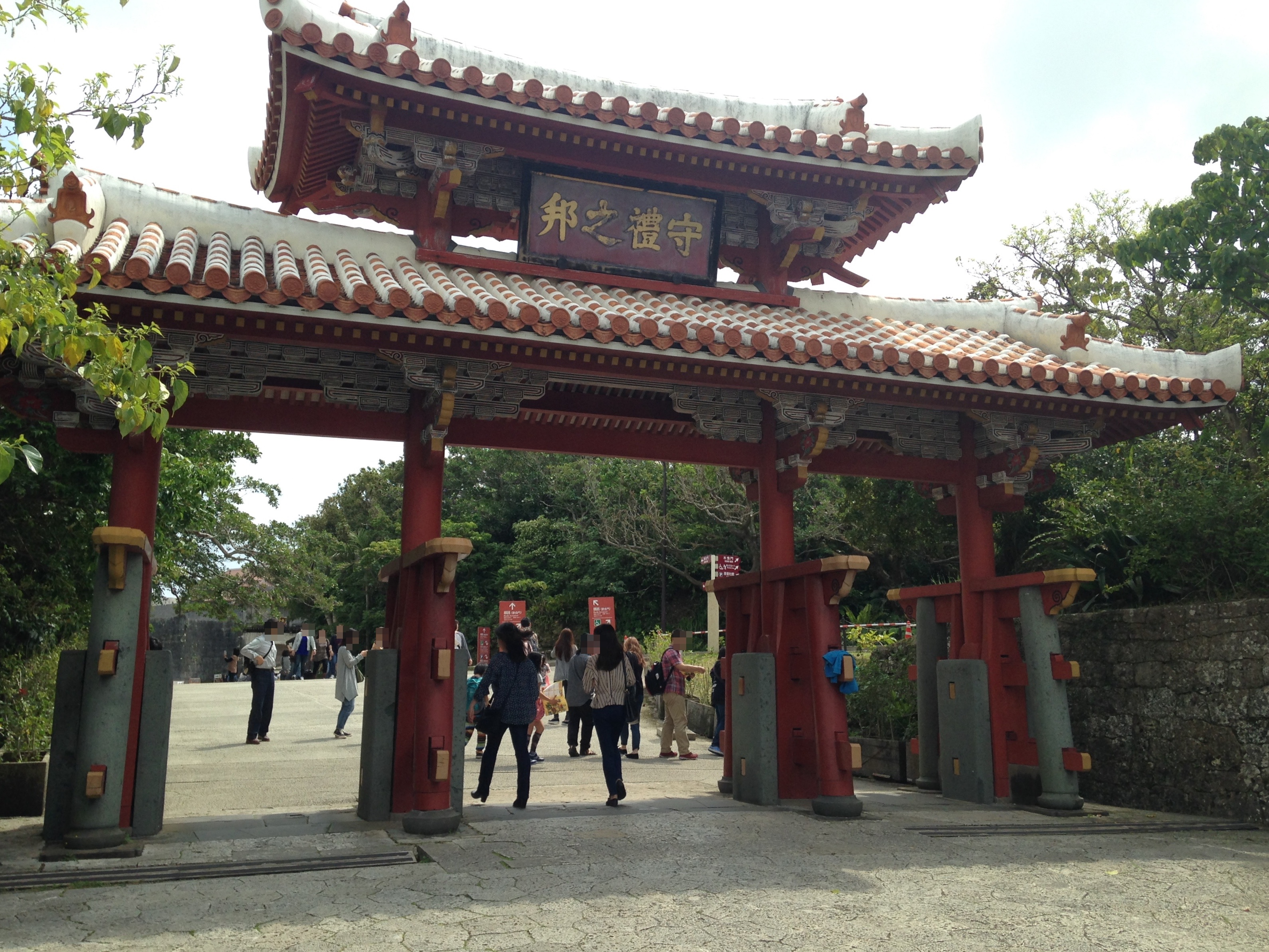
Das Shurei-Tor
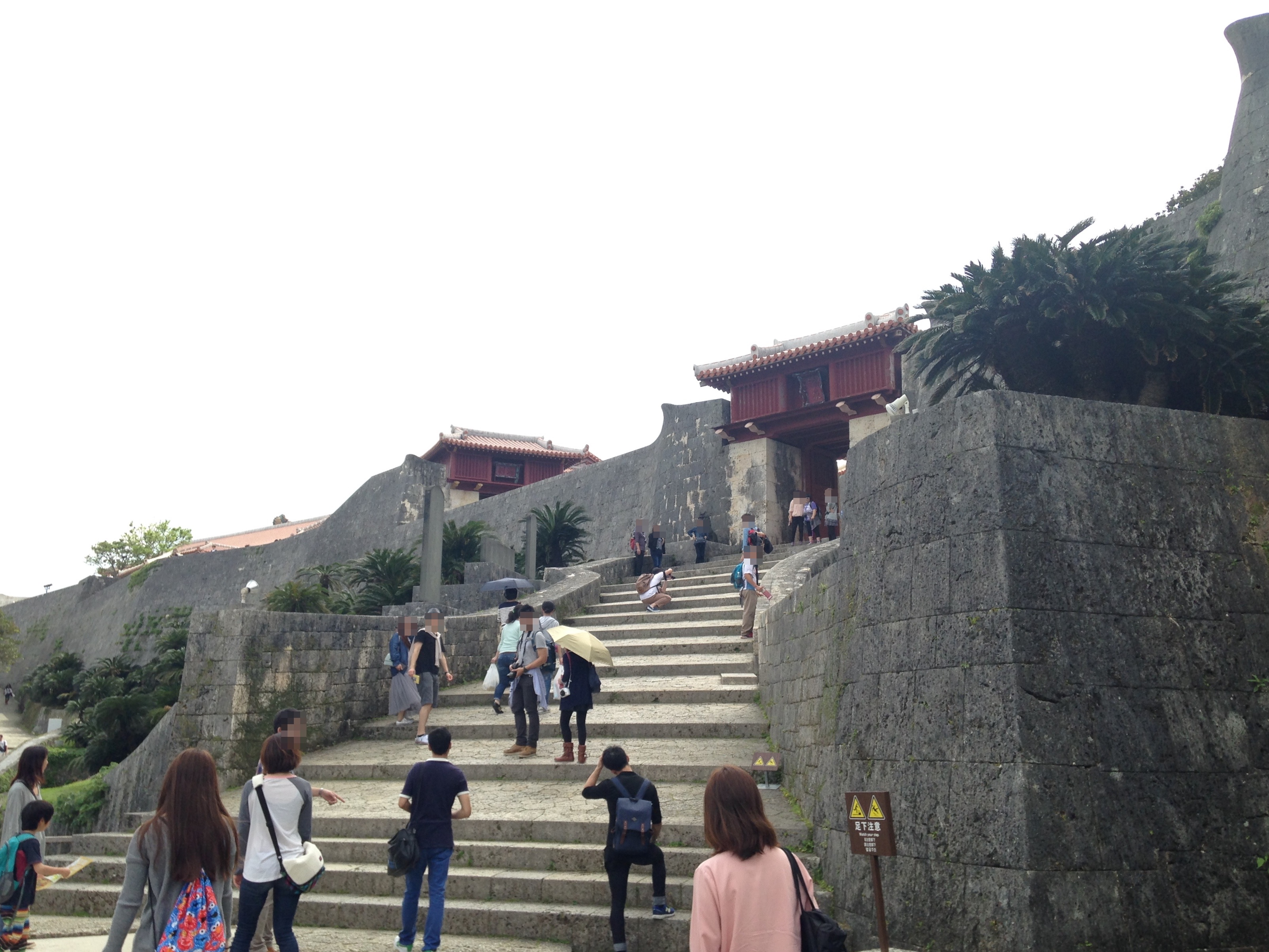
Vor dem Zuisen-Tor
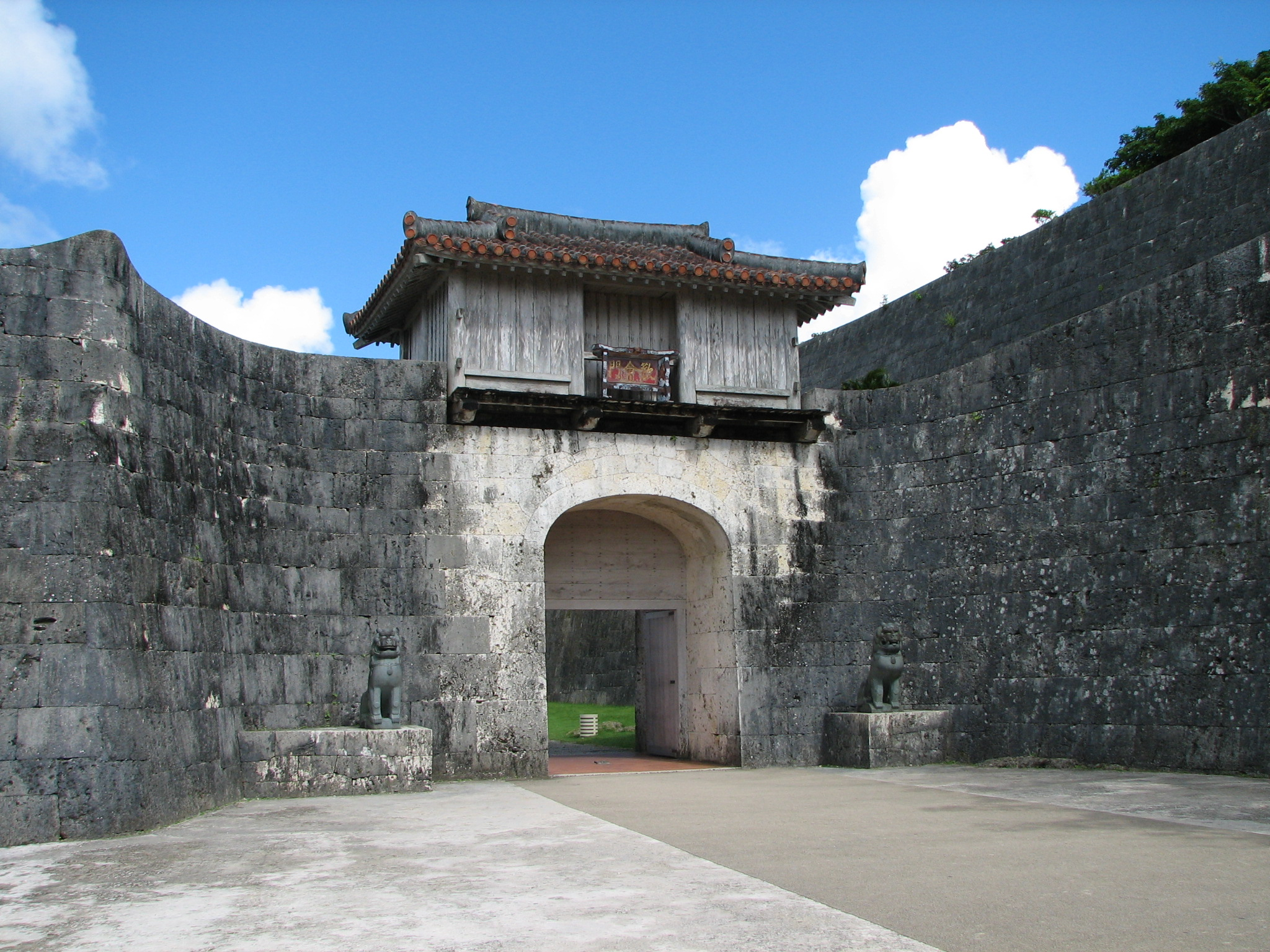
Kankai-Tor
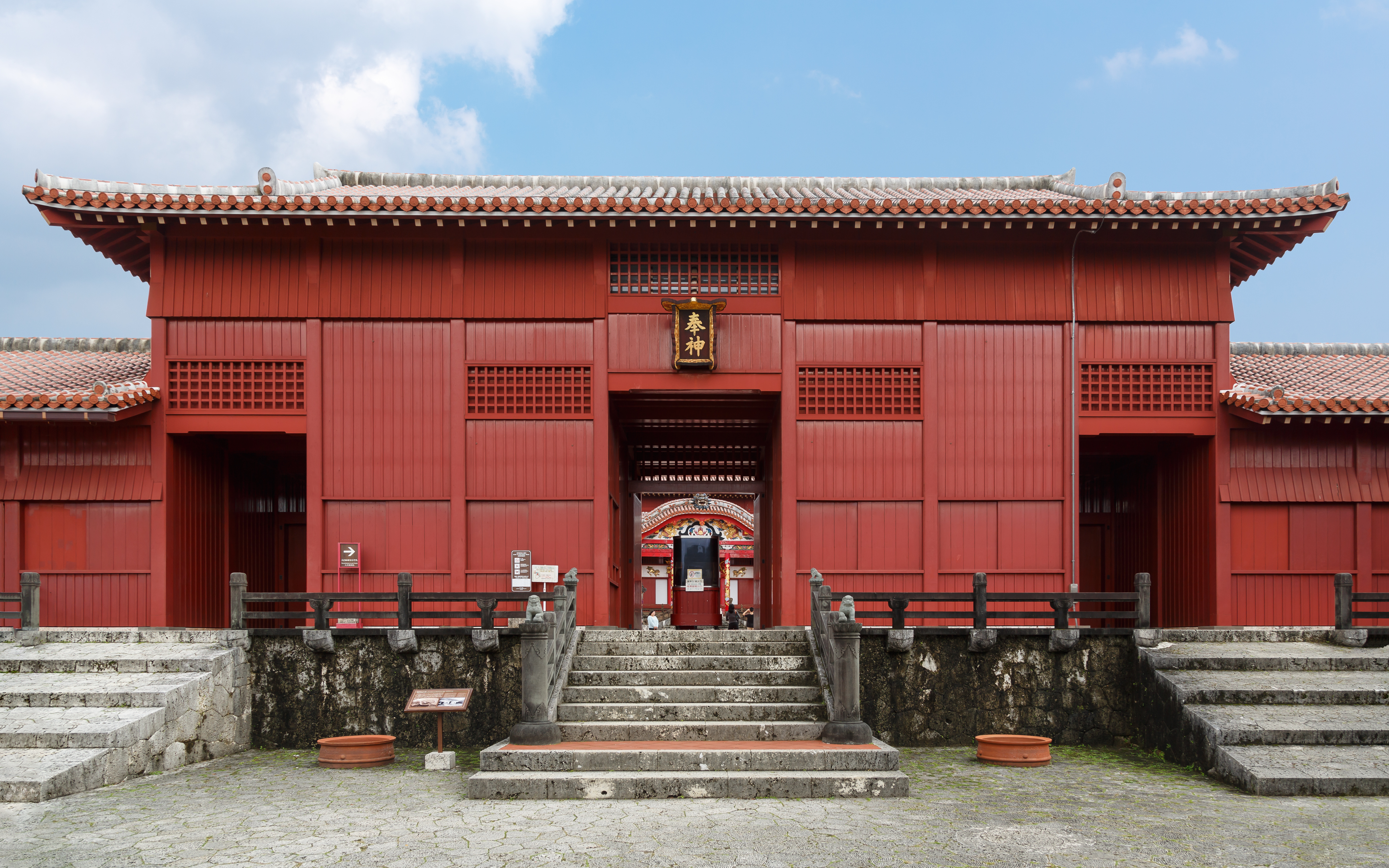
Eingang zum inneren Palastbereich
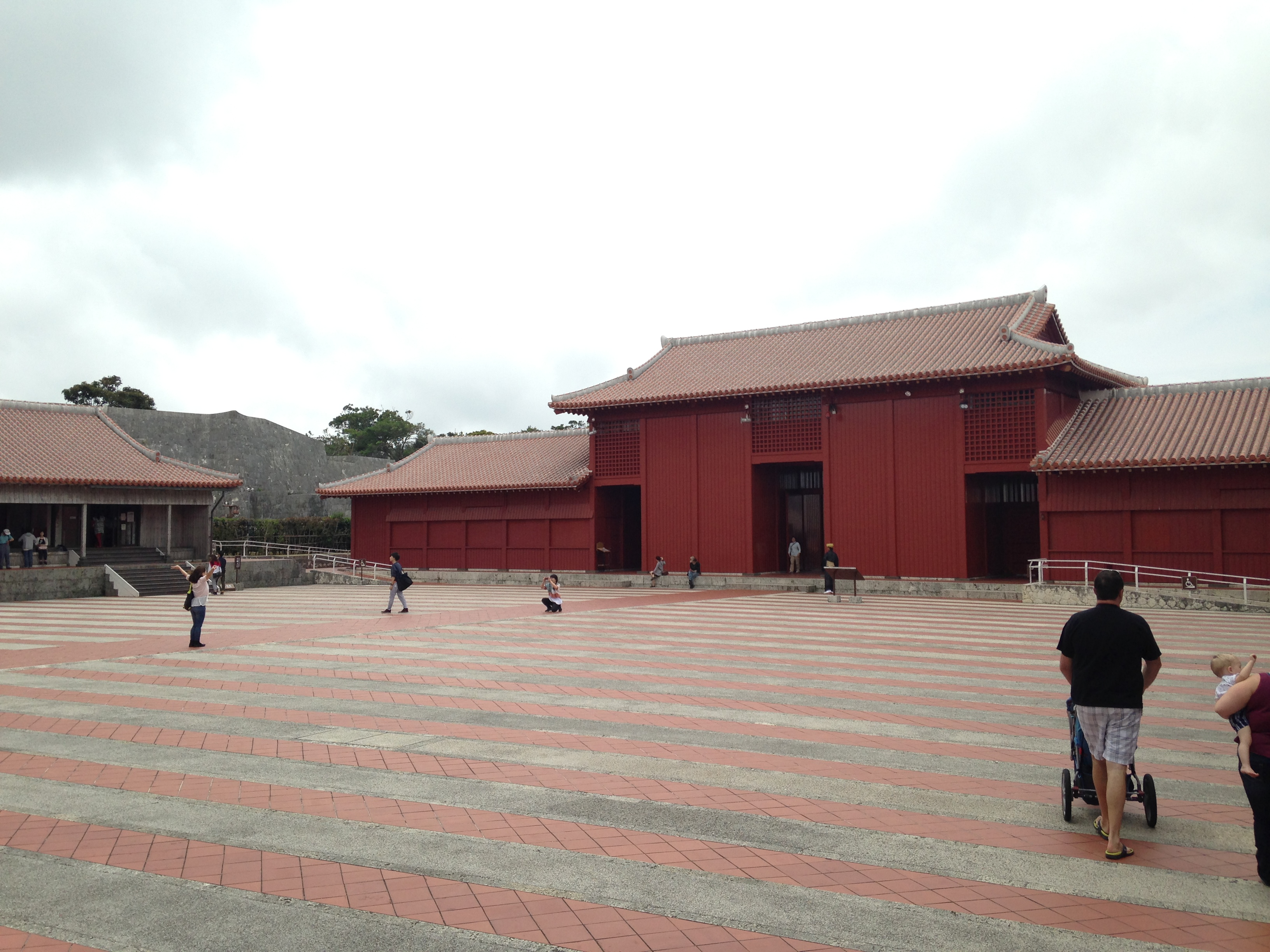
Im inneren Palastbereich
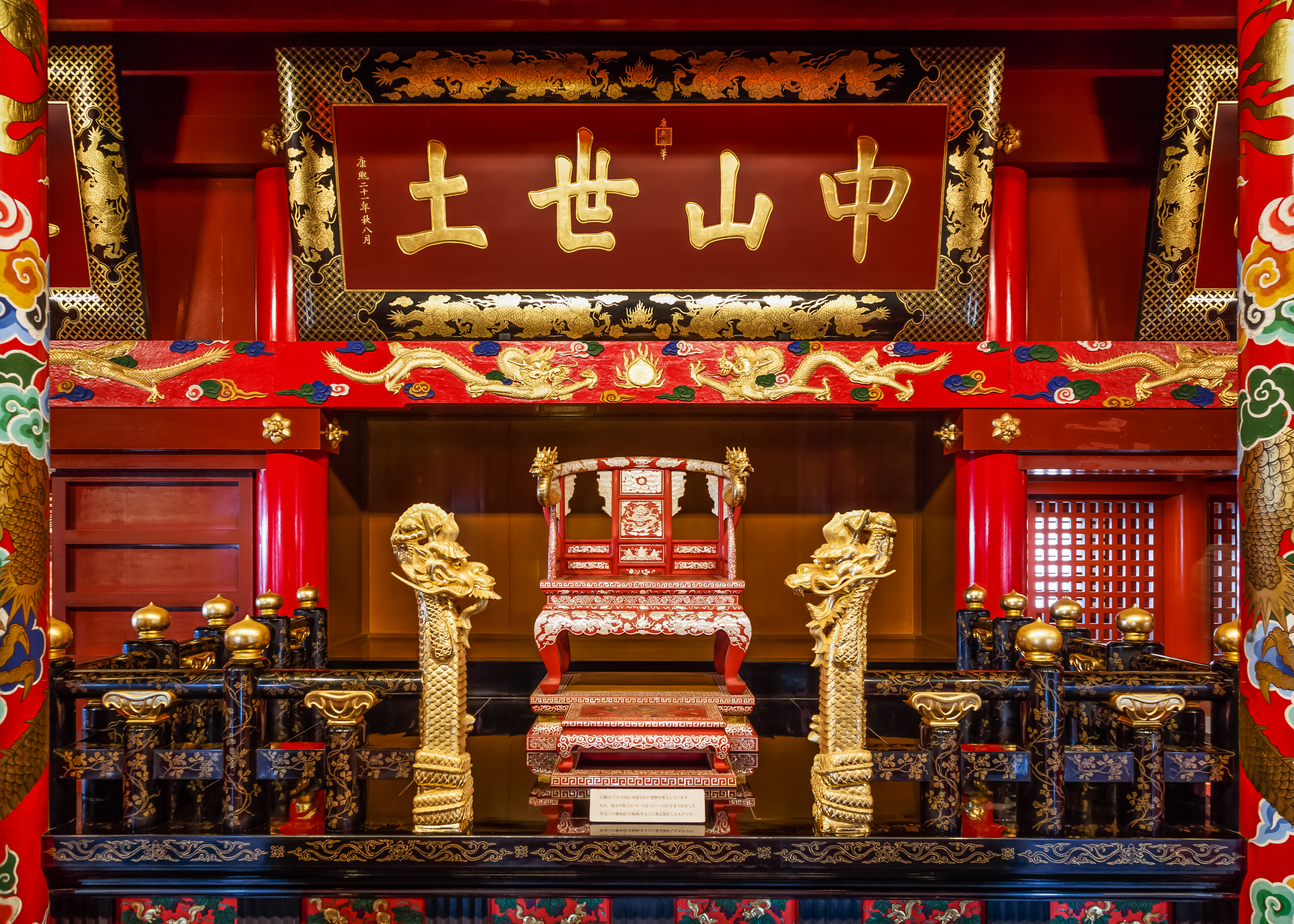
Im Hauptpalast
- Burg Shuri im Jahr 2012

## Bilder (nach der Brandkatastrophe am 31. Oktober 2019)

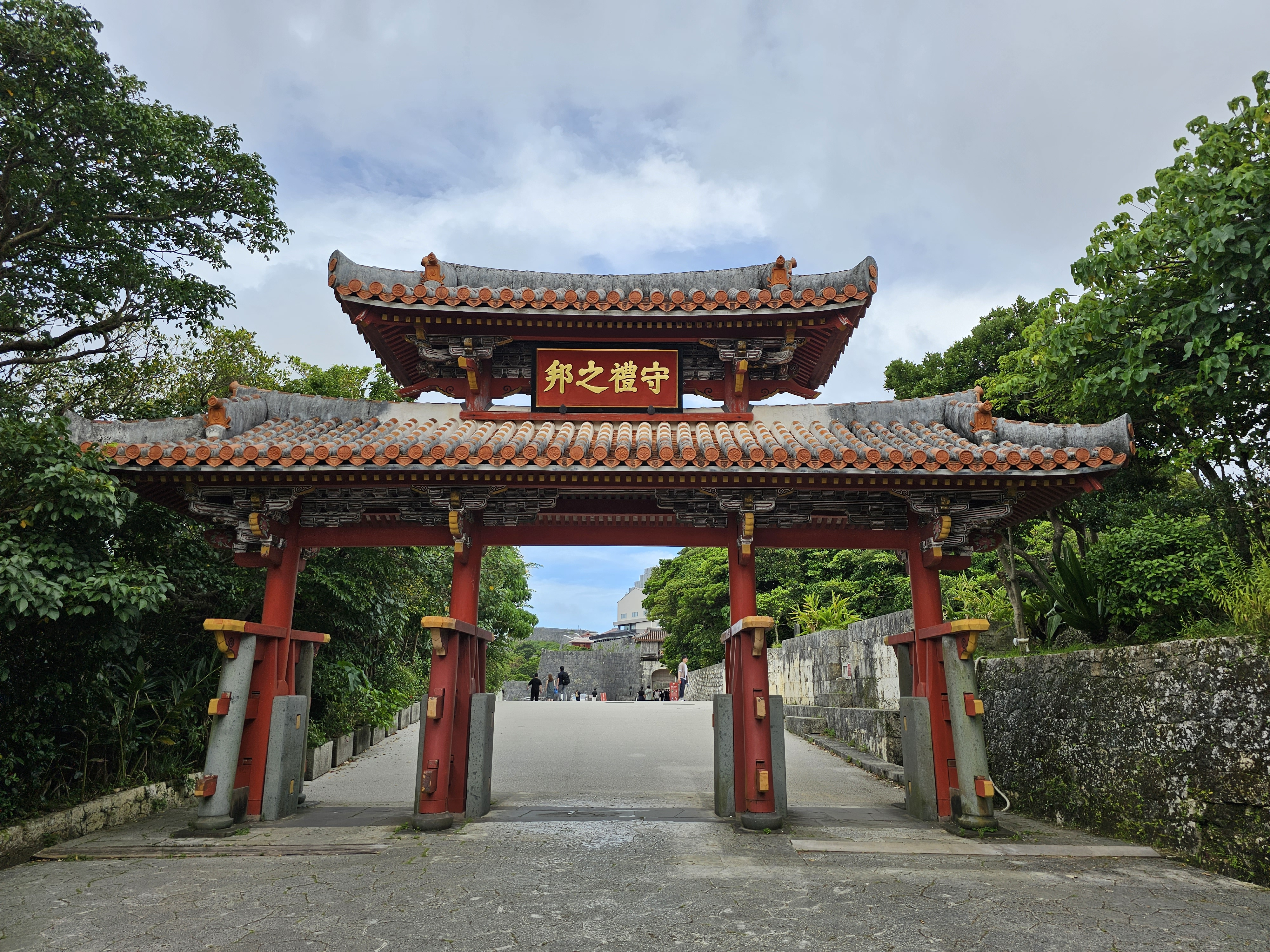
Shurei-mon 2023
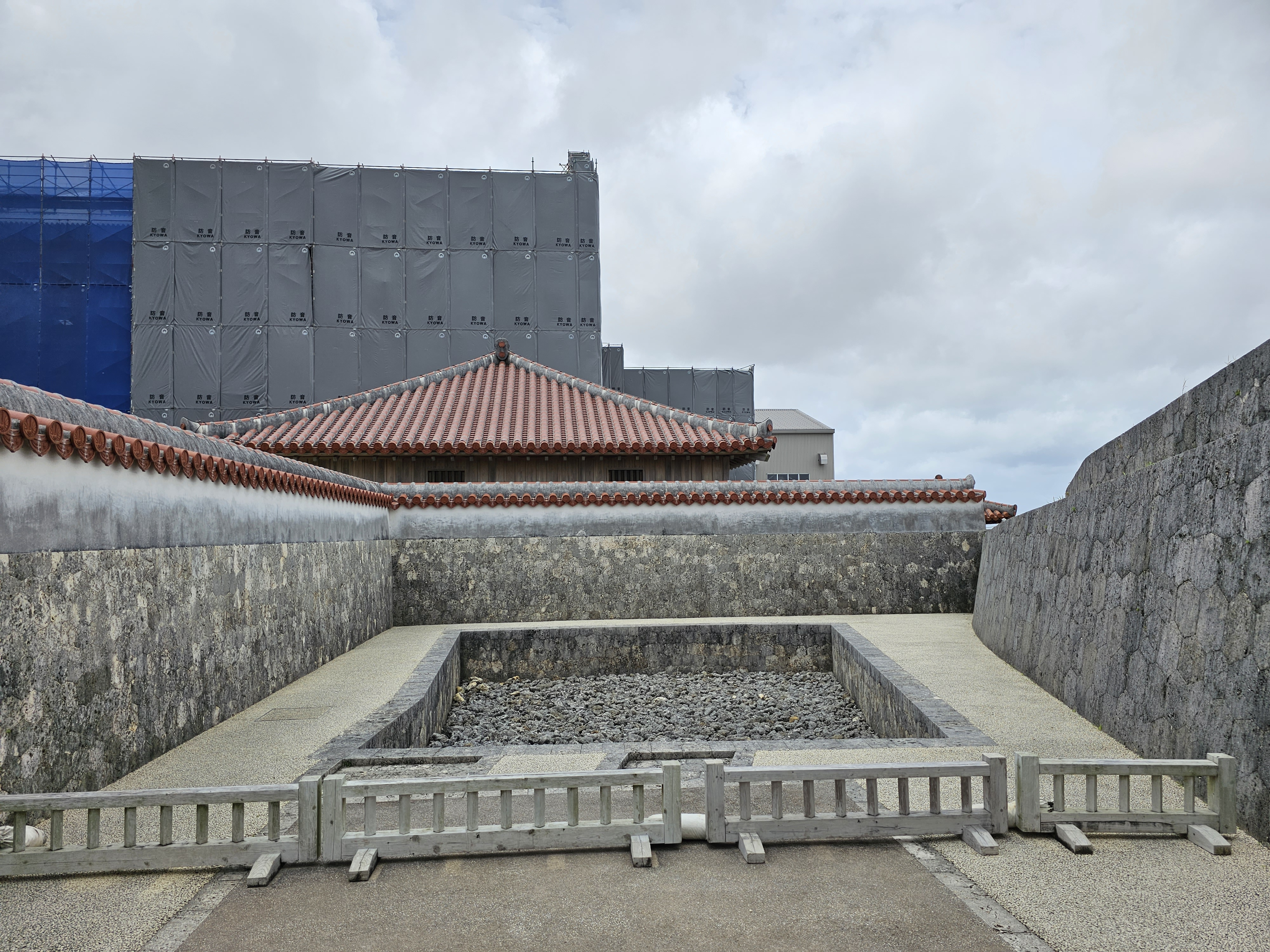
Yuya-Bad vor der Rekonstruktionshalle 2023
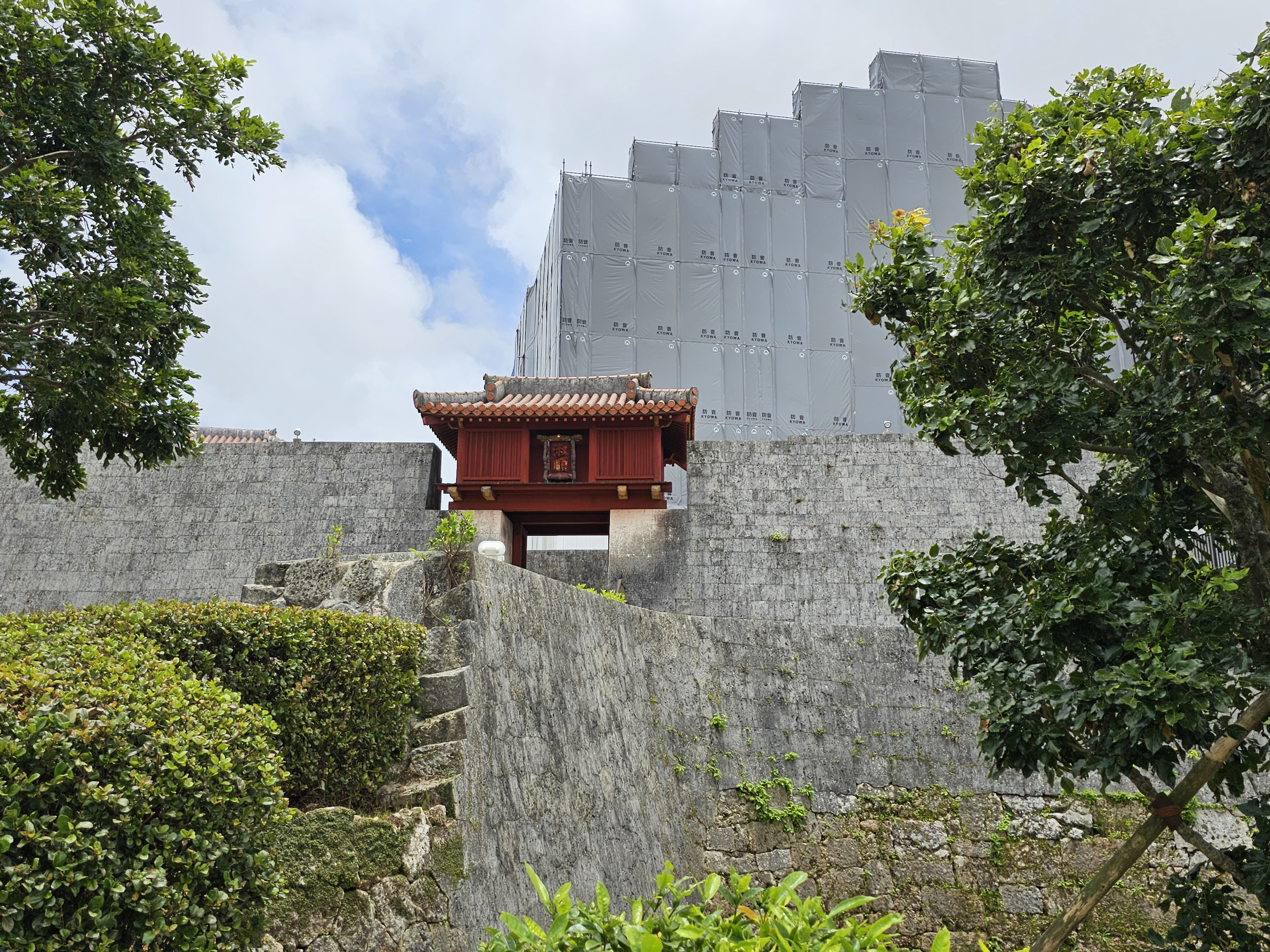
Shukujunmon vor der Rekonstruktionshalle 2023
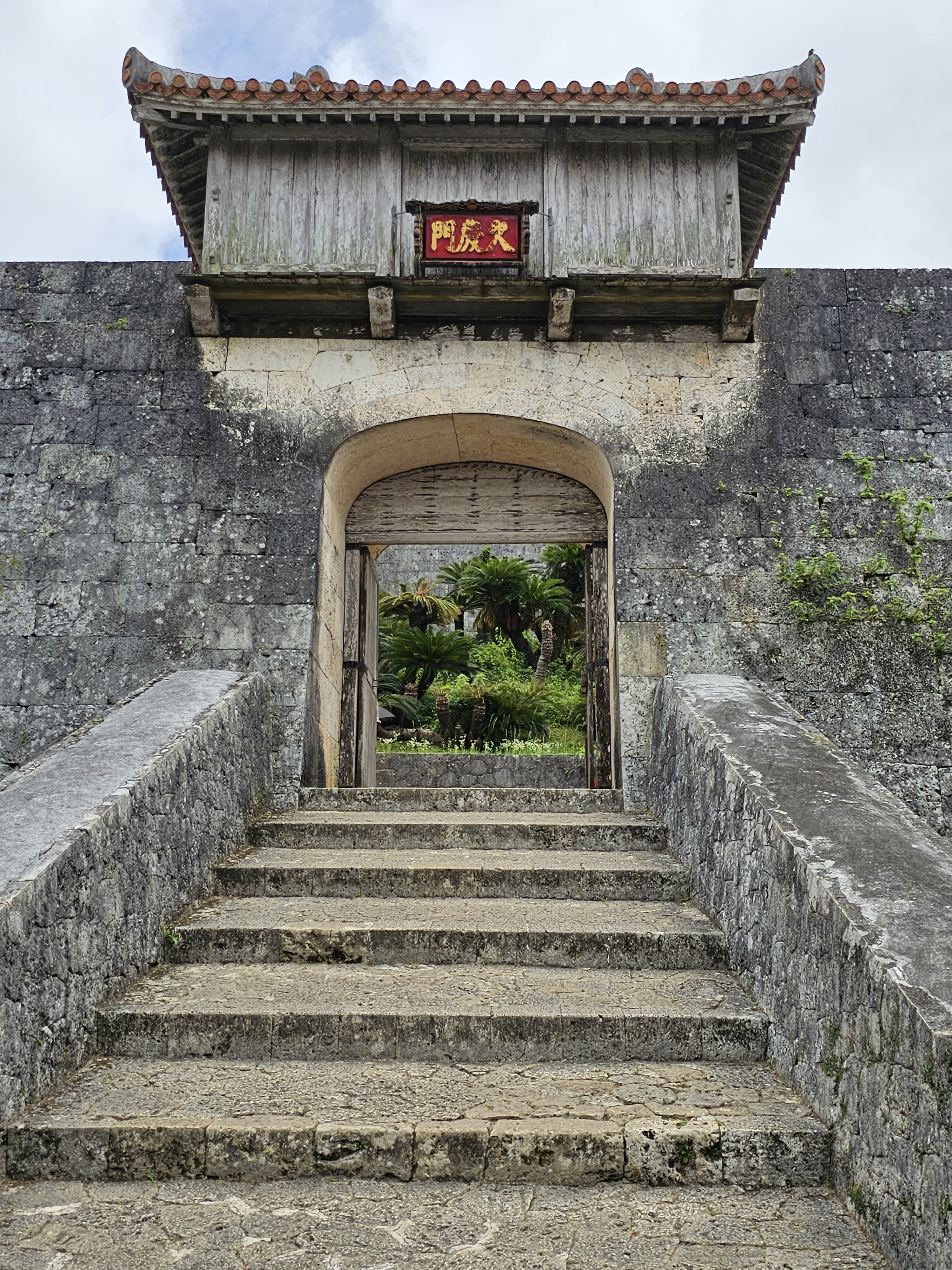
Kyukeimon Tor der Burg Shuri
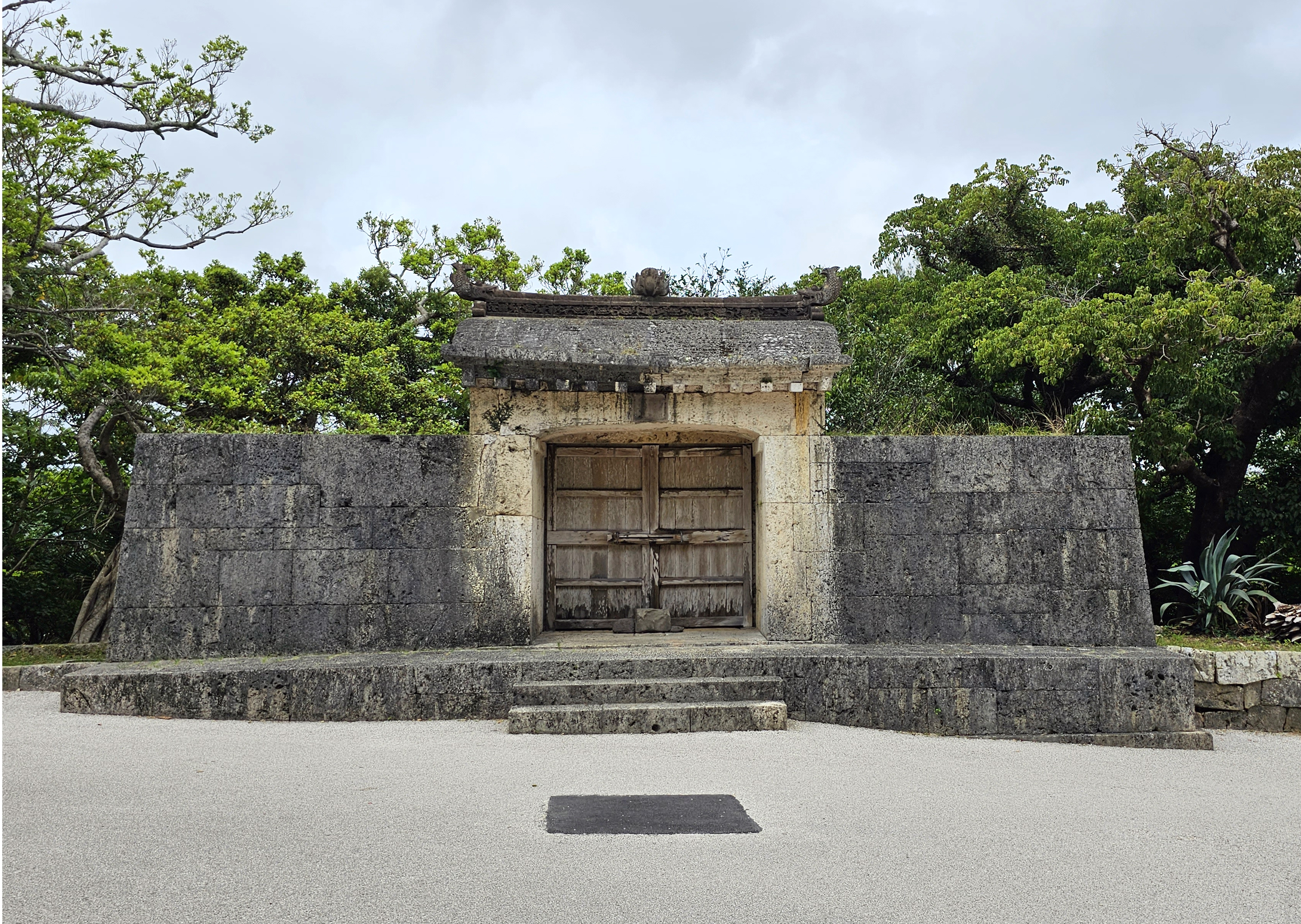
Sonohyan-Utaki
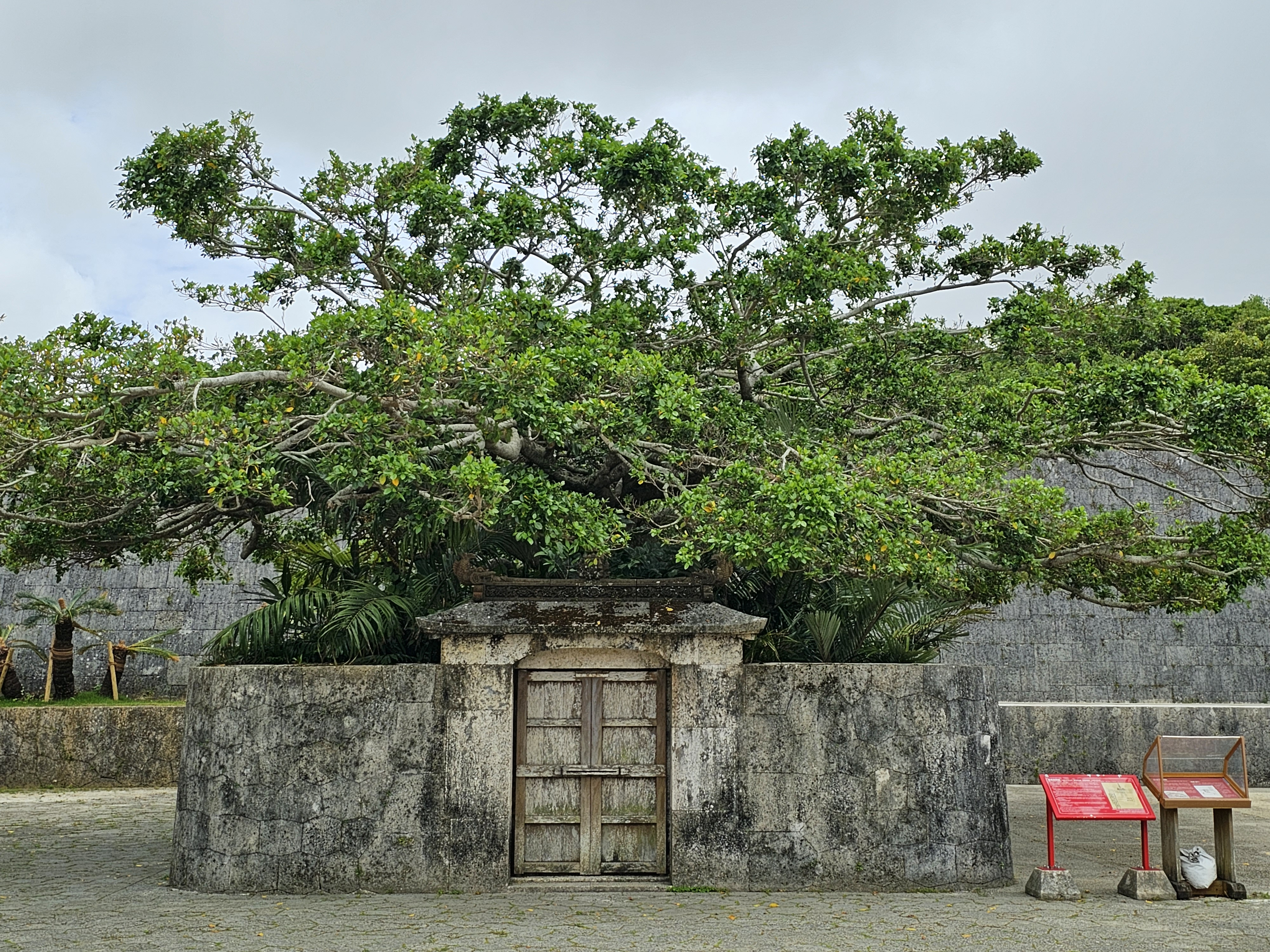
Suimui Utaki
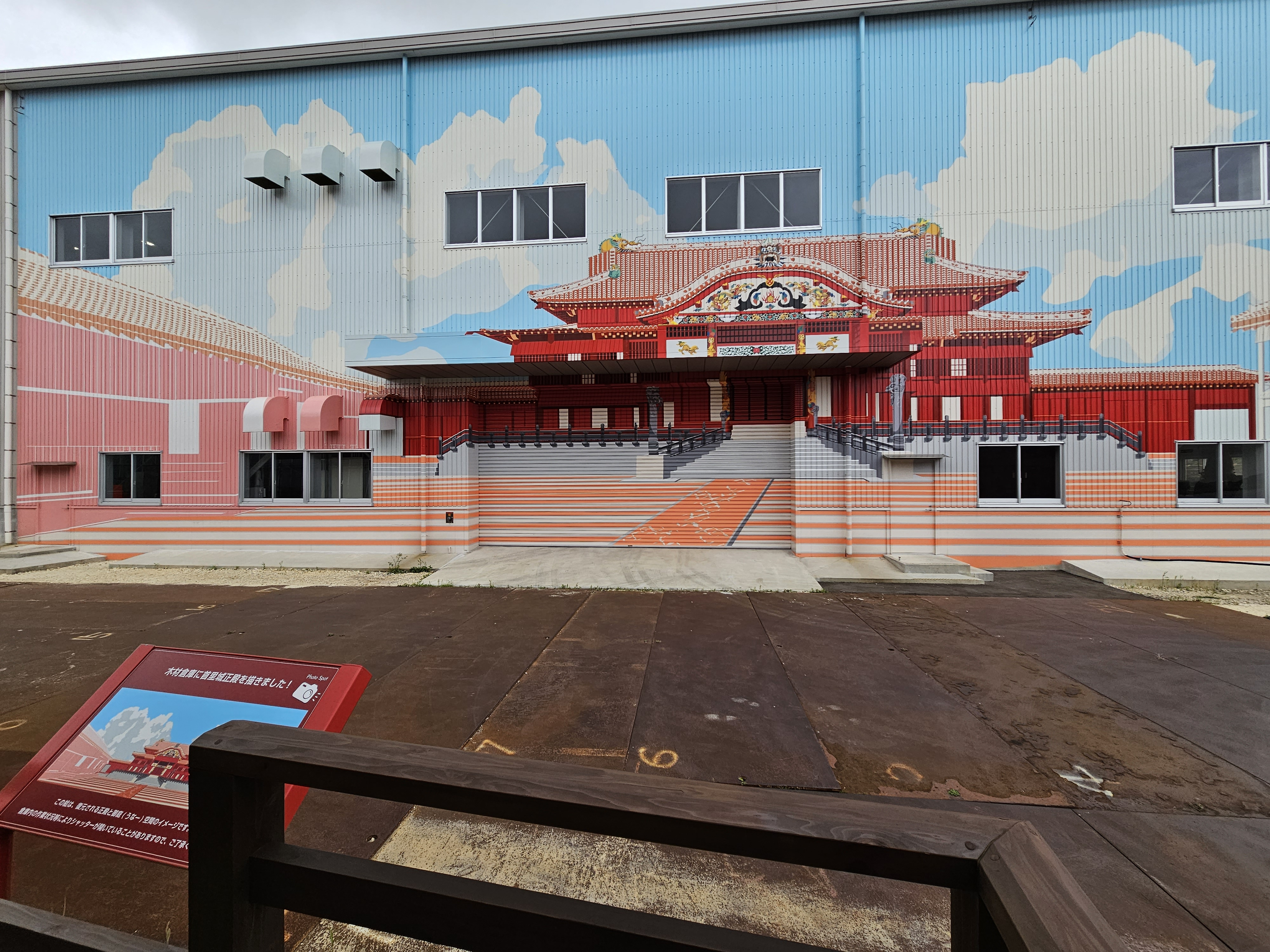
Rekonstruktionshalle für den Hauptpalast 2023